# أنطونيو بلانكو (لاعب كرة قدم)
أنطونيو بلانكو كوندي (بالإسبانية: Antonio Blanco Conde؛ مواليد 23 يوليو 2000) هو لاعب كرة قدم إسباني يلعب في مركز الوسط مع نادي قادش مُعارًا من ريال مدريد. ادرجته الغارديان ضمن قائمة «الجيل القادم 2017».

## مسيرته الكروية
شارك لأول مرة في الدوري الإسباني مع ريال مدريد في 18 أبريل 2021، في مباراة التعادل السلبي ضد خيتافي، حيث حل بديلاً. حصل على أول مشاركة له كأساسي بعد ثلاثة أيام، في مباراة الفوز 3–0 على قادش.

## الإحصائيات
آخر تحديث 21 أبريل 2021.
| النادي            | الموسم   | الدوري                           | الدوري | الدوري  | الكأس  | الكأس   | قاري   | قاري    | أخرى   | أخرى    | المجموع | المجموع |
| النادي            | الموسم   | الدرجة                           | الظهور | الأهداف | الظهور | الأهداف | الظهور | الأهداف | الظهور | الأهداف | الظهور  | الأهداف |
| ----------------- | -------- | -------------------------------- | ------ | ------- | ------ | ------- | ------ | ------- | ------ | ------- | ------- | ------- |
| ريال مدريد كاستيا | 2019–20  | الدوري الإسباني الدرجة الثانية ب | 23     | 1       | —      | —       | —      | —       | —      | —       | 23      | 1       |
| ريال مدريد كاستيا | 2020–21  | الدوري الإسباني الدرجة الثانية ب | 18     | 0       | —      | —       | —      | —       | 0      | 0       | 18      | 0       |
| ريال مدريد كاستيا | المجموع  | المجموع                          | 41     | 1       | —      | —       | 0      | 0       | —      | —       | 41      | 1       |
| ريال مدريد        | 2020–21  | الدوري الإسباني                  | 2      | 0       | —      | —       | 0      | 0       | —      | —       | 2       | 0       |
| الإجمالي          | الإجمالي | الإجمالي                         | 43     | 1       | 0      | 0       | 0      | 0       | 0      | 0       | 43      | 1       |

## وصلات خارجية
- أنطونيو بلانكو (لاعب كرة قدم) على موقع الاتحاد الأوربي (الإنجليزية)
- أنطونيو بلانكو (لاعب كرة قدم) على موقع قاعدة بيانات كرة القدم.إي يو (الإنجليزية)
- أنطونيو بلانكو (لاعب كرة قدم) على موقع ليكيب (الفرنسية)
- أنطونيو بلانكو (لاعب كرة قدم) على موقع ناشيونال فوتبول تيمز (الإنجليزية)
- أنطونيو بلانكو (لاعب كرة قدم) على موقع Soccerway.com (الإنجليزية)
- أنطونيو بلانكو (لاعب كرة قدم) على موقع عالم كرة القدم.نت (الإنجليزية)